# 단사량
단사량(段思良, ? ~ 951년)은 945년부터 사망한 951년까지 대리국의 제3대 황제이다. 초대 황제 단사평의 아우이다. 사후 시호는 성자문무황제(聖慈文武皇帝), 묘호는 태종(太宗)이다. 